# سیارک ۲۱۰۵
سیارک ۲۱۰۵ (به انگلیسی: 2105 Gudy، نامگذاری:1976DA) دو هزار و صد و پنجمین سیارک کشف شده‌است که در ۲۹ فوریه ۱۹۷۶ کشف شد.
قدر مطلق سیارک برابر ۱۱٫۳۰ است.